# Summer Kisses
«Summer Kisses» (en español: «Besos de verano») es el segundo sencillo del álbum Big Fun de la cantante alemana C.C. Catch. La canción fue compuesta, arreglada y producida por el alemán Dieter Bohlen.

## Sencillos
7" sencillo Hansa 112 322, 1988
1. «Summer Kisses» 	3:42
2. «If I Feel Love» 	3:43

12" Maxisencillo Hansa 612 322, 1988
1. «Summer Kisses» 	6:10
2. «If I Feel Love» 	3:43
3. «Summer Kisses» (Radio Versión) 	3:42

CD sencillo Hansa 662 322, 1988
1. «Summer Kisses» 	7:25
2. «If I Feel Love» 	3:43
3. «Summer Kisses» (Radio Versión) 	3:42

## Créditos
- Letra y música - Dieter Bohlen
- Arreglos - Dieter Bohlen
- Producción - Dieter Bohlen
- Coproducción - Luis Rodríguez
- Diseño - Ariola Studios
- Fotografía - Martin Becker
- Distribución - RCA/Ariola